# La traccia infernale
La traccia infernale (The Trail Beyond) è un film del 1934 diretto da Robert N. Bradbury.
È un film western statunitense con John Wayne, Noah Beery e Verna Hillie. È basato sul romanzo del 1908 I cacciatori di lupi (The Wolf Hunters: A Tale of Adventure in the Wilderness) di James Oliver Curwood. Ispirato al romanzo era già stato prodotto The Wolf Hunters del 1926. Nel 1949 fu prodotto un altro film basato sul romanzo, The Wolf Hunters, diretto da Budd Boetticher.

## Produzione
Il film, diretto da Robert N. Bradbury su una sceneggiatura di Lindsley Parsons con il soggetto di James Oliver Curwood (autore del romanzo), fu prodotto da Paul Malvern per la Lone Star Productions e la Monogram Pictures e girato nei pressi del Devil's Postpile National Monument, California (scene di montagna); del Big Bear Lake, Big Bear Valley, San Bernardino National Forest, California; nei pressi della sequoia gigante General Grant Grove, nel King's Canyon National Park, Three Rivers, California; del Mammoth Lakes, California; della stazione ferroviaria di Chatsworth, Los Angeles; e nel Trem Carr Ranch a Newhall, California. Il titolo di lavorazione fu Wolf Hunters. Noah Beery Jr. è figlio dell'attore Noah Beery, anch'egli presente nel cast. Padre e figlio erano apparsi insieme già nel 1933 in Fighting with Kit Carson, un serial cinematografico. Yakima Canutt è accreditato come stuntamn.

## Distribuzione
Il film fu distribuito con il titolo The Trail Beyond negli Stati Uniti dal 22 ottobre 1934 al cinema dalla Monogram Pictures.
Alcune delle uscite internazionali sono state:
- nel Regno Unito il 27 maggio 1935
- in Cecoslovacchia nell'agosto del 1935 (Stopa smrti)
- in Portogallo il 12 febbraio 1937 (O Triunfo da Audácia)
- in Germania nel 2009 (Gier nach Gold e Sie töten für Gold, in DVD)
- in Spagna (El largo camino e Rastro lejano, in DVD)
- in Brasile (Fronteira da Lei)
- in Francia (L'héritage du chercheur d'or)
- in Italia (La traccia infernale)

## Promozione
Le tagline sono:
- "THE SPELL OF ADVENTURE AND THE UNKNOWN!" (THE SPELL OF ADVENTURE AND THE UNKNOWN! originale).
- "WHERE LIFE WAS RAW AND MIGHT WAS LAW!" (locandina di una redistribuzione del 1939).